# Aykut Erçetin
Aykut Erçetin (* 14. September 1982 in Göppingen) ist ein ehemaliger türkischer Fußballtorhüter.

## Karriere

### Verein
Der in Baden-Württemberg geborene Türke begann seine Laufbahn bei der Jugend des VfB Stuttgart, war auch Torhüter der U-21-Auswahl der Türkei und mit dieser Mannschaft Vize-Europameister geworden.
Vor der Saison 2003/04 entdeckte ihn der Trainer Fatih Terim und holte ihn zu Galatasaray Istanbul. Nach dem Abgang des Stammtorwarts Faryd Mondragón im Jahr 2007 hatte er die Hoffnung neuer Stammtorwart zu werden, dies sah jedoch nach den Torwarttransfers anders aus. Obwohl er eine gute Basis hat, wurden ausländische Torhüter im Team immer bevorzugt. Er trug bei Galatasaray ab 2007 die Nummer 1.
Am Ende der Saison 2011/12 verließ er den Verein. Erçetin blieb in der Hinrunde der Saison 2012/13 vereinslos und unterschrieb erneut bei Galatasaray und blieb bis zum Saisonende. Zur Saison 2014/15 wechselte Erçetin zum Erstligisten Çaykur Rizespor und spielte in der einzigen Saison ein Liga und neun Pokalspiele. Aykut Erçetin beendete seine aktive Karriere im Sommer 2015.

### Nationalmannschaft
Für die A-Nationalmannschaft der Türkei wurde er bisher einmal nominiert, kam jedoch nicht zum Einsatz.

## Erfolge
- Türkischer Meister: 2006,  2008, 2012, 2013
- Türkischer Pokal: 2005, 2014
- Türkischer Supercupsieger: 2008, 2013
- DFB-Junioren-Pokalsieger 2001